# ドンキ・ホーテ (映画)
『ドンキ・ホーテ』（原題: Donkey Xote）は2007年に公開されたスペインのアニメーション映画である。監督はホセ・ポーソが務めた。

## ストーリー
ロバのルシオはドン・キホーテの実話を語り、彼が正気ではなかったという考えを擁護しますが、非常に知的で情熱的で熱狂的な仲間です。

## キャスト
- アルフレッド・モリナ
- ジェフ・ダニエルズ